# Amazonspinther dalmata
Amazonspinther dalmata ou piaba-dálmata é uma espécie de peixe ornamental, habitante dos rios Madeira e Purus. Os peixes desta espécie não ultrapassam os 20 mm de comprimento, são transparentes e apresentam três pintas negras no seu corpo. A espécie foi descoberta pela cientista da Universidade Federal do Amazonas e da Universidade do Estado do Amazonas Cristina Bührnheim.